# Ostrá Lúka, Zvolen
Ostrá Lúka este o comună slovacă, aflată în districtul Zvolen din regiunea Banská Bystrica. Localitatea se află la altitudinea de 462 m deasupra n.m., se întinde pe o suprafață de 20,27 km2 și în 2017 număra 296 de locuitori.

## Istoric
Localitatea Ostrá Lúka este atestată documentar din 1332.

## Demografie
| An:                | 1994 | 2004   | 2014    | 2024   |
| ------------------ | ---- | ------ | ------- | ------ |
| Număr de persoane: | 244  | 268    | 306     | 333    |
| Diferență:         |      | +9,83% | +14,17% | +8,82% |

| An:                | 2023 | 2024 |
| ------------------ | ---- | ---- |
| Număr de persoane: | 333  | 333  |
| Diferență:         |      | +0%  |